# DeVault Motor Company
DeVault Motor Company war ein US-amerikanisches Unternehmen in der Automobilbranche.

## Unternehmensgeschichte
Feris J. DeVault stammte aus Frankreich. Er war in Livingston in Montana als Automobilhändler für Nash Motors tätig. Unternehmen und Wohnung befanden sich an der South B Street 109. In den 1930er Jahren entstanden einige Automobile. Der Markenname lautete DeVault. Es ist nicht bekannt, wann das Unternehmen aufgelöst wurde.
Unter der Adresse sind für 1940 die folgenden Personen der Familie DeVault überliefert: William L. (geboren 1894), seine Frau Leris J. (geboren 1905), sein Sohn Guillaume P. (geboren 1933) und seine Tochter Suzanne M. (geboren 1937).

## Fahrzeuge
Die Fahrgestelle stammten von Nash und viele Teile vom Ford Modell T. Optisch ähnelten die Fahrzeuge etwas dem Ford Modell A der Bauzeit 1928–1931 und dem damaligen Plymouth. Das Aussehen wird als stilvoll bezeichnet.